# Измайлихинское сельское поселение
Измайлихинское се́льское поселе́ние — сельское поселение в Красноармейском районе Приморского края.
Административный центр — село Измайлиха.

## История
Статус и границы сельского поселения установлены Законом Приморского края от 9 августа 2004 года № 137-кз «О Красноармейском муниципальном районе»

## Население
| 2010 | 2011 | 2012 | 2013 | 2014 | 2015 | 2016 |
| ---- | ---- | ---- | ---- | ---- | ---- | ---- |
| 609  | ↘607 | ↘577 | ↘541 | ↘506 | ↘471 | ↘455 |
| 2017 | 2018 | 2019 | 2020 | 2021 |      |      |
| ↘440 | ↘435 | ↘396 | ↘369 | ↘342 |      |      |

## Состав сельского поселения
В состав сельского поселения входят 3 населённых пункта:
| № | Населённый пункт | Тип населённого пункта       | Население |
| - | ---------------- | ---------------------------- | --------- |
| 1 | Измайлиха        | село, административный центр | ↘287      |
| 2 | Лимонники        | село                         | ↘176      |
| 3 | Метеоритный      | село                         | ↘146      |

## Местное самоуправление
Администрация
Адрес: 692193, с. Измайлиха, ул. Центральная, 21. Телефон: 8 (42359) 25-6-17
Глава администрации
- Бажан Надежда Юрьевна